# Hug (fill de Carlemany)
Hug (802 - 844) va ser un fill bastard de Carlemany i la seva concubina Regina amb la que va tenir també un altre fill, Drogó (801 - 855), que va ser bisbe de Metz.
Hug va ser abat de diverses abadies: Basílica de Sant Quintí (822 - 823) a la ciutat de Saint-Quentin, Abadia de Lobbes a la ciutat de Lobbes (836), Abadia de Sant Bertí a la ciutat de Saint-Omer (836). El 834 se'l va nomenar canceller de l'Imperi Carolingi, pel seu germanastre Lluís el Pietós.
Va morir el 14 de juny de 844, durant el curs d'una batalla a la vora d'Angoumois, batalla guanyada per Pipí II d'Aquitània contra un exèrcit enviat de reforç per donar suport a Carles el Calb que estava assetjant a Tolosa de Llenguadoc. Hug va ser mort per una llança i d'acord amb un vers anònim compost sobre la seva mort, -anomenat Rhythmus de obitu Hugonis abbatis o planctus Ugoni Abbatis- Carles va plorar sobre el seu cos.—Charles wept over his body.